# Зюзько, Лариса Владимировна
Лариса Владимировна Зюзько (род. 27 апреля 1969) — российская легкоатлетка, специалистка по бегу на длинные дистанции и марафону. Выступала на профессиональном уровне в 1990—2012 годах, чемпионка России по марафону, победительница и призёрка ряда крупных международных стартов на шоссе, участница чемпионатов мира 1995 года в Гётеборге и 2003 года в Париже. Представляла Новосибирскую область. Мастер спорта России международного класса. Тренер по лёгкой атлетике.

## Биография
Лариса Зюзько родилась 27 апреля 1969 года. Занималась бегом в Новосибирске, проходила подготовку под руководством тренеров А. Н. Никитина, А. А. Шилкина, Ф. В. Рыжова.
Впервые заявила о себе в сезоне 1990 года, когда заняла 17-е место на чемпионате СССР по марафону в Калининграде и 13-е место на Кубке СССР по марафону в Ужгороде.
В 1991 году показала 14-й результат на чемпионате СССР по марафону в Белой Церкви, финишировала пятой на Сибирском международном марафоне.
На Сибирском международном марафоне 1992 года пришла к финишу шестой.
В 1993 году заняла 23-е место на Нагойском международном женском марафоне.
В 1994 году одержала победу на чемпионате России по марафону в Калининграде, выиграла домашний марафон в Новосибирске. Попав в состав российской сборной, выступила на чемпионате Европы в Хельсинки, где в ходе прохождения марафонской дистанции сошла.
В 1995 году выиграла бронзовую медаль в дисциплине 20 км на открытом чемпионате России по бегу по шоссе в Адлере. На Кубке мира по марафону в Афинах стала шестой в личном зачёте и тем самым помогла своим соотечественницам получить серебро командного зачёта. Благодаря череде удачных выступлений удостоилась права защищать честь страны на чемпионате мира в Гётеборге — в программе марафона показала время 2:42:12, расположившись в итогом протоколе на 24-й строке.
В 1996 году стала пятой на Бостонском марафоне, победила на марафоне Ocean State в Уорике.
В 1997 году выиграла марафон в Орландо, была третьей на Кливлендском марафоне и четвёртой на Стамбульском марафоне.
В 1998 году финишировала четвёртой на марафоне в Дулуте, седьмой на Ливерпульском полумарафоне, 13-й на Пекинском марафоне, пятой на Лиссабонском марафоне.
В 1999 году закрыла десятку сильнейших Кливлендского марафона, была пятой на марафоне в Дулуте.
В 2001 году выиграла Тайбэйский марафон.
В 2002 году была лучшей на марафоне в Кливленде, третьей на марафоне в Провиденсе.
В 2003 году с результатом 2:28:05 стала 11-й на Лондонском марафоне, принимала участие в чемпионате мира в Париже, где показала время 2:32:26 и заняла итоговое 25-е место (вместе с соотечественницами стала бронзовой призёркой разыгрывавшегося здесь Кубка мира по марафону).
В 2004 году помимо прочего финишировала четвёртой на Парижском марафоне, восьмой на Бабушкином марафоне в Дулуте и на Нью-Йорском марафоне.
В 2005 году была второй на Пражском марафоне и на Дублинском марафоне.
В 2006 году с личным рекордом 2:26:26 стала второй на Римском марафоне, пришла к финишу третьей на Дублинском марафоне.
В 2007 году — пятая на чемпионате России по полумарафону в Новосибирске, вторая на марафоне в Дублине.
В 2008 году показала второй результат на Римском марафоне, была четвёртой на полумарафоне в Москве и шестой на полумарафоне в Новосибирске, превзошла всех соперниц на Дублинском марафоне.
В 2009 году финишировала восьмой и пятой на Римском и Дублинском марафонах соответственно.
В 2010 году выиграла полумарафон в Аямонте, стала шестой на Пражском марафоне, третьей на марафоне в Касабланке.
В 2011 году заняла 17-е место на Бостонском марафоне.
В 2012 году показала 12-й результат на Бостонском марафоне и на этом завершила спортивную карьеру.
За выдающиеся спортивные достижения удостоена почётного звания «Мастер спорта России международного класса».
Окончила Новосибирский государственный педагогический университет по специальности «физическая культура и спорт». Впоследствии работала тренером в спортивной школе олимпийского резерва «Фламинго» по легкой атлетике в Новосибирске.